# Vilich
Vilich is een noordoostelijke wijk van Bonn in het stadsdistrict Beuel. Vilich ligt zuidelijk van de monding van de Sieg in de Rijn en ligt aan de B 56 en de Bundesautobahn 59. Door Vilich rijdt de tramlijn 66.